# Utricularia smithiana
Utricularia smithiana — вид рослин із родини пухирникових (Lentibulariaceae).

## Біоморфологічна характеристика
Трава. Ризоїди завдовжки до 2 см, ниткоподібні, залозисті, гілки до 6 мм. Столони до 3 см завдовжки, ниткоподібні, розгалужені. Листові органи розміром до 15 × 2 мм, на верхівці закруглені, 3-жилкові, частіше жилки розгалужені далі. Пастки ≈ 1.5 мм у діаметрі, кулясті. Суцвіття до 45 см завдовжки, прямовисні, прості, жолобчасті, голі, 1–7-квіткові. Частки чашечки нерівні, всередині залозисті, по краях зубчасті; верхня частка 4–7.5 × 4–5.5 мм, яйцювата, загострена на верхівці; нижня частка 4–7 × 2.7–4 мм, ланцетна, на верхівці від двозубчастої до 4-зубчастої. Віночок від блакитного до фіолетового; верхня губа 4–6.5 × 4–5 мм, від зворотно-яйцюватої до довгастої, на верхівці закруглена; нижня губа 10–16 × 11–19 мм, напівкругла, в горлі волосиста, закруглена на верхівці; шпора довжиною до 7 мм, конічна, на верхівці гостра. Коробочка 3.5–5 × 2.5–3 мм, яйцювата. Насіння 0.2–0.35 мм, від майже кулястої до довгастої форми. Пилок 30 × 30 мкм. Квітки й плоди: червень — листопад.

## Середовище проживання
Цей вид є ендеміком для південних частин Західних Гатів (Керала, південна Карнатака і Таміл Наду), широко розповсюджений по всьому ареалу.
Ця багаторічна м'ясоїдна рослина росте вздовж болотистих місць на висоті від 1000 до 2000 метрів.

## Використання
Вид не використовується.